# 神农镇 (宝鸡市)
神农镇，是中华人民共和国陕西省宝鸡市渭滨区下辖的一个行政建制镇。
境内有炎帝陵。

## 行政区划
神农镇下辖以下地区：
陈家村、大湾铺村、太平庄村、竹圆沟村、邵家山村、益门堡村、茹家庄村、蒙峪沟村、夏砑河村、冯家塬村、峪泉村、姜城堡村、任家湾村、安沟村、刘家槽村和大散关村。